# Qiaojia

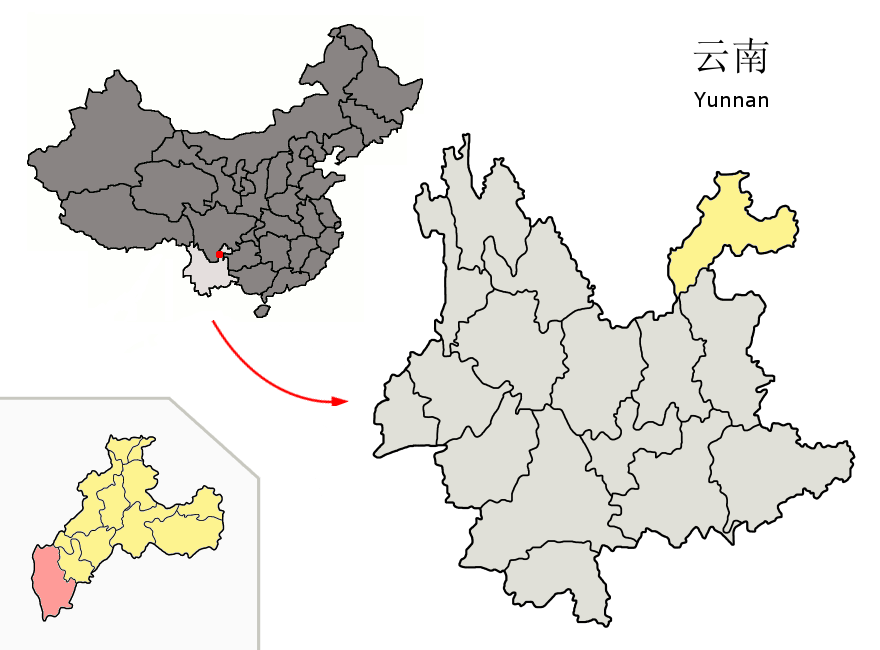
Lage des Kreises Qiaojia in der Provinz Yunnan

Qiaojia (巧家县,  Qiǎojiā Xiàn) ist ein Kreis, der zum Verwaltungsgebiet der  bezirksfreien Stadt Zhaotong (昭通) im Nordosten der chinesischen Provinz Yunnan gehört. Die Fläche beträgt 3.198 Quadratkilometer und die Einwohnerzahl 462.173 (Stand: Zensus 2020). 1999 zählte Qiaojia insgesamt 488.763 Einwohner.

## Administrative Gliederung
Auf Gemeindeebene setzt sich der Kreis aus sechs Großgemeinden und zehn Gemeinden zusammen. 